# Гуарани (футбольный клуб, Асунсьон)
«Гуарани́» (исп. Club Guaraní) — парагвайский футбольный клуб из города Асуньсон. Является одним из четырёх грандов страны наряду с «Олимпией», «Либертадом» и «Серро Портеньо». На данный момент выступает в Примере.

## История
Клуб «Гуарани» один из старейших (старше только «Олимпия») в Парагвае был основан в 1903 году под названием «Football Club Guarani» Хуаном Патри, ставшим первым президентом клуба. Название было взято в честь индейского народа гуарани, а цвета — у уругвайского клуба «Пеньяроль» (тогда он назывался ЦУЖДКК), где некоторое время выступали сооснователи «Гуарани» братья Мелина. Также жёлтый и чёрный цвета использовались английским пиратом Фрэнсисом Дрейком, который был уважаем в среде основателей команды.
«Гуарани» традиционно один из сильнейших клубов Парагвая, и по количеству выигранных чемпионских титулов занимает прочное четвёртое место после двух явных лидеров — «Олимпии» и «Серро Портеньо», а также «Либертада». 10 раз «Гуарани» занимал в чемпионатах Парагвая второе место. Одним из самых лучших периодов в истории клуба являются 1960-е годы, когда команда трижды становилась чемпионом страны и сумела дойти до полуфинала Кубка Либертадорес. Этот период считается «Золотой эрой» «Гуарани».
Только «Гуарани» и «Олимпия» никогда не выступали в низших лигах Парагвая. Противостояние этих клубов называется «Старшее класико», поскольку это самые старые клубы страны.

## Достижения
- Чемпион Парагвая (11): 1906, 1907, 1921, 1923, 1949, 1964, 1967, 1969, 1984, Апертура 2010, Клаусура 2016
- Вице-чемпион Парагвая (18): 1916, 1925, 1947, 1957, 1965, 1966, 1970, 1989, 1996, 2000, 2003, Кл. 2008, Ап. 2013, Ап. 2014, Ап. 2015, Ап. 2017, Кл. 2020, Кл. 2021
- Обладатель Кубка Парагвая (1): 2018
- Финалист Кубка Парагвая (1): 2019
- Полуфиналист Кубка Либертадорес (1): 1966